# Conspiração das Marnotas
Conspiração das Marnotas, na História de Portugal, foi uma tentativa de sublevação miguelista, iniciada a 13 de Maio de 1837, contra o governo setembrista presidido por Bernardo de Sá Nogueira de Figueiredo. As forças, que eram constituídas essencialmente por veteranos do exército realista, concentraram-se, de 13 para 14 de Maio, no lugar das Marnotas, perto de Loures e a cerca de 10 km a norte de Lisboa, depois dirigiram-se para o Ribatejo,  atravessaram o Tejo em Muge, concelho de Salvaterra de Magos. Entraram a 15 em Samora Correia onde aclamaram D. Miguel I como rei de Portugal.
A revolta foi rapidamente sufocada, já que os revoltosos, ao verem aproximar-se o exército governamental, debandaram. Mesmo assim, o governo pouco tempo mais sobreviveu, já que a 2 de Junho um novo ministério, presidido por António Dias de Oliveira, era empossado.
Feitos prisioneiros e acusados de alta traição, 16 dos intervenientes foram condenados à morte em 1839, mas acabaram por ser anistiados em 1840.